# Gromphadorhini
Gromphadorhini – plemię karaczanów z rodziny Blaberidae i podrodziny Oxyhaloinae.

## Występowanie
Wszystkie należące tu gatunki są endemitami Madagaskaru, z wyjątkiem jednego, będącego endemitem wyspy Europy.

## Systematyka
Znanych jest 20 gatunków z tego plemienia, sklasyfikowanych w 6 rodzajach:
- Aeluropoda Butler, 1882
- Ateloblatta Saussure, 1891
- Elliptorrhina van Herrewege, 1973
- Gromphadorhina Brunner von Wattenwyl, 1865
- Leozehntnera van Herrewege, 1975
- Princisia van Herrewege, 1973